# Gaius Rabirius Postumus
Gaius Rabirius (Curtius) Postumus war ein römischer Ritter (später Senator) des 1. Jahrhunderts v. Chr. Als Großbankier lieh er dem ägyptischen König Ptolemaios XII. große Geldsummen und trieb diese später als Finanzminister des Nillandes (55/54 v. Chr.) so rücksichtslos ein, dass er fliehen musste. In Rom wurde er 54/53 v. Chr. angeklagt und von Cicero verteidigt, wahrscheinlich mit Erfolg. Im römischen Bürgerkrieg der frühen 40er Jahre v. Chr. stand er auf Seiten Caesars.

## Leben
Gaius Rabirius Postumus, für dessen Biographie Ciceros Verteidigungsrede Pro C. Rabirio Postumo die Hauptquelle darstellt, war ein Sohn des angesehenen römischen Ritters und vermögenden Steuerpächters Gaius Curtius und dessen Gattin Rabiria. Sein Vater starb noch vor seiner Geburt und er wurde von seinem Onkel mütterlicherseits, Gaius Rabirius, adoptiert und zum Erben eingesetzt.

### Großbankier und Hauptgläubiger des Ptolemaios XII.
Rabirius wurde ein Großbankier und knüpfte Verbindungen zu bedeutenden Persönlichkeiten im ganzen Römischen Reich. Durch seine Bankgeschäfte kam er in Kontakt mit dem ägyptischen König Ptolemaios XII. Neos Dionysos, dem er große Summen vorstreckte. Wahrscheinlich nahm Ptolemaios XII. diesen Kredit bei Rabirius zu der Zeit auf, als er mit dem Senat wegen der Anerkennung seiner Herrscherstellung in Ägypten seitens Roms verhandelte, also vor 59 v. Chr., in welchem Jahr er unter die „Freunde und Bundesgenossen Roms“ aufgenommen wurde.
58 v. Chr. wurde Ptolemaios XII. durch einen Aufstand aus Alexandria vertrieben und reiste nach Rom, um dort durch Bestechung führender Politiker seine Wiedereinsetzung auf dem ägyptischen Thron durch eine römische Militärintervention zu erreichen. Dazu machte er erneut hohe Schulden bei römischen Bankiers. In diesem Zusammenhang musste Rabirius die finanziellen Transaktionen zwischen Ptolemaios XII. und römischen Staatsmännern durchführen und dem König außerdem, um seine ihm bereits früher vorgestreckten Darlehen nicht zu verlieren, weitere bedeutende Summen eigenen und fremden Geldes borgen. Er war Ptolemaios’ Hauptgläubiger und sah seine Existenz bedroht, sollte der König seine Schulden nicht begleichen können. Daher war er an dessen Rückführung nach Ägypten sehr interessiert.
Als der Senat etwa im September 57 v. Chr. Publius Cornelius Lentulus Spinther mit der Wiedereinsetzung Ptolemaios’ XII. in dessen frühere Herrscherstellung betraute, suchte Rabirius Lentulus auf. Doch Lentulus konnte seinen Auftrag nicht ausführen und der König musste weiter warten. Im Frühjahr 55 v. Chr. schloss sich Rabirius als Privatmann dem Prokonsul Syriens, Aulus Gabinius, an, der damals Ptolemaios XII. durch eine Militärexpedition nach Ägypten wieder zum Thron verhalf, da ihm der König dafür die ungeheure Summe von 10.000 Talenten versprochen hatte.

### Ägyptischer Finanzminister
Der tief verschuldete König sah sich nun – vielleicht auf Druck von Gabinius’ Freund Pompeius – genötigt, seinen Hauptgläubiger Rabirius zum Finanzminister (dioiketes) zu ernennen. Damit kontrollierte Rabirius die Wirtschaft des Nillandes und hatte direkten Zugang zu dessen finanziellem Ressourcen. Im Schutze römischer Truppen, die in Ägypten stationiert worden waren, trieb er die Gabinius versprochene Bestechungssumme sowie die Schulden, die der König bei ihm und anderen römischen Gläubigern gemacht hatte, rücksichtslos ein. Er exportierte auch Papyrus, Leinenstoffe und Glaswaren nach Puteoli und strich die dabei erzielten Gewinne ein.
Zwar „verleugnete“ der Großbankier seine römische Abkunft und trug griechische Tracht und die Insignien seines Amtes, doch erregte sein hartes Regime trotzdem den Ärger vieler Ägypter. Mit seiner schonungslosen Ausplünderungspolitik trieb er das Land beinahe in den Bankrott. Es kam aufgrund der drückenden Lasten zu Revolten und Landflucht. Ein neuentdeckter Papyrus lässt erkennen, dass der Finanzminister erfahrene ortsansässige Verwaltungsbeamte entließ und ungeeignete Personen an deren Stelle setzte; ferner veräußerte er lange Zeit sorgfältig gehütete Staatsschätze. Wegen dieses Verhaltens kam er öfters in eine bedrohliche Lage, und einmal wäre er fast das Opfer alexandrinischer Lynchjustiz geworden.
Ptolemaios XII. ließ schließlich Rabirius und dessen Handlanger gegen Ende 54 v. Chr. zum Schutz vor einer aufgebrachten Menge in Haft nehmen. Dem Römer gelang aber, wohl mit heimlicher Unterstützung des Königs, die Flucht. Daraufhin verließ er, auf seine eigene Sicherheit bedacht, das Nilland sehr rasch und kehrte nach Rom zurück. Sein habgieriges Auftreten hatte wohl nicht den Eindruck auf die frühreife zweitälteste Tochter des Königs, die berühmte Kleopatra, verfehlt.

### Prozess und späteres Leben
In Rom wurde Rabirius nach der Verurteilung des Gabinius ebenfalls der Prozess gemacht. Gaius Memmius, der Gabinius erfolgreich angeklagt hatte, trat Ende 54 v. Chr. oder Anfang 53 v. Chr. vor demselben Gerichtshof als Ankläger des Rabirius auf. Dieser sollte jene Strafsumme bezahlen müssen, die der verurteilte und ins Exil gegangene Gabinius nicht hatte leisten können. Rabirius wurde weiterhin beschuldigt, dass die Darlehen, die er Ptolemaios XII. gewährt hatte, von letzterem zur Bestechung des Senats verwendet worden seien; und auch das unrömische Verhalten und die herrische Vorgangsweise des Großbankiers in Ägypten kamen zur Sprache. Die Verteidigung des Angeklagten übernahm Cicero.
Rabirius bestritt den Vorwurf der Anklage, dass er sein Vermögen vor dem staatlichen Zugriff verberge; vielmehr sei er arm geworden, denn Ptolemaios XII. habe seine Schulden bei ihm nicht bezahlt. Nur weil ihm Caesar einen Teil des vom ägyptischen König geschuldeten Betrags vorgestreckt habe, sei er nicht bankrott. Angereiste Ägypter, die als Zeugen geladen waren, kompromittierten ihn durch ihre Aussagen. Im Fall eines Schuldspruchs drohte Rabirius die Verbannung. Der Ausgang seines Prozesses ist nicht bekannt, doch scheint er einen Freispruch erwirkt zu haben.
Im Bürgerkrieg zwischen Pompeius und Caesar kämpfte Rabirius auf der Seite Caesars, der ihn 49 v. Chr. in den Senat aufnahm. Eventuell war er 48 v. Chr. Prätor (zu erschließen, weil er eine Bewerbung um das Konsulat 45 v. Chr. erwog). Im Jahr 47 v. Chr. ist er wohl als Prokonsul der Provinz Asia bezeugt. 46 v. Chr. hatte er für Caesar die Aufgabe zu erledigen, sich am Nachschub von Truppen aus Sizilien auf den nordafrikanischen Kriegsschauplatz zu beteiligen.